# Paul Weß

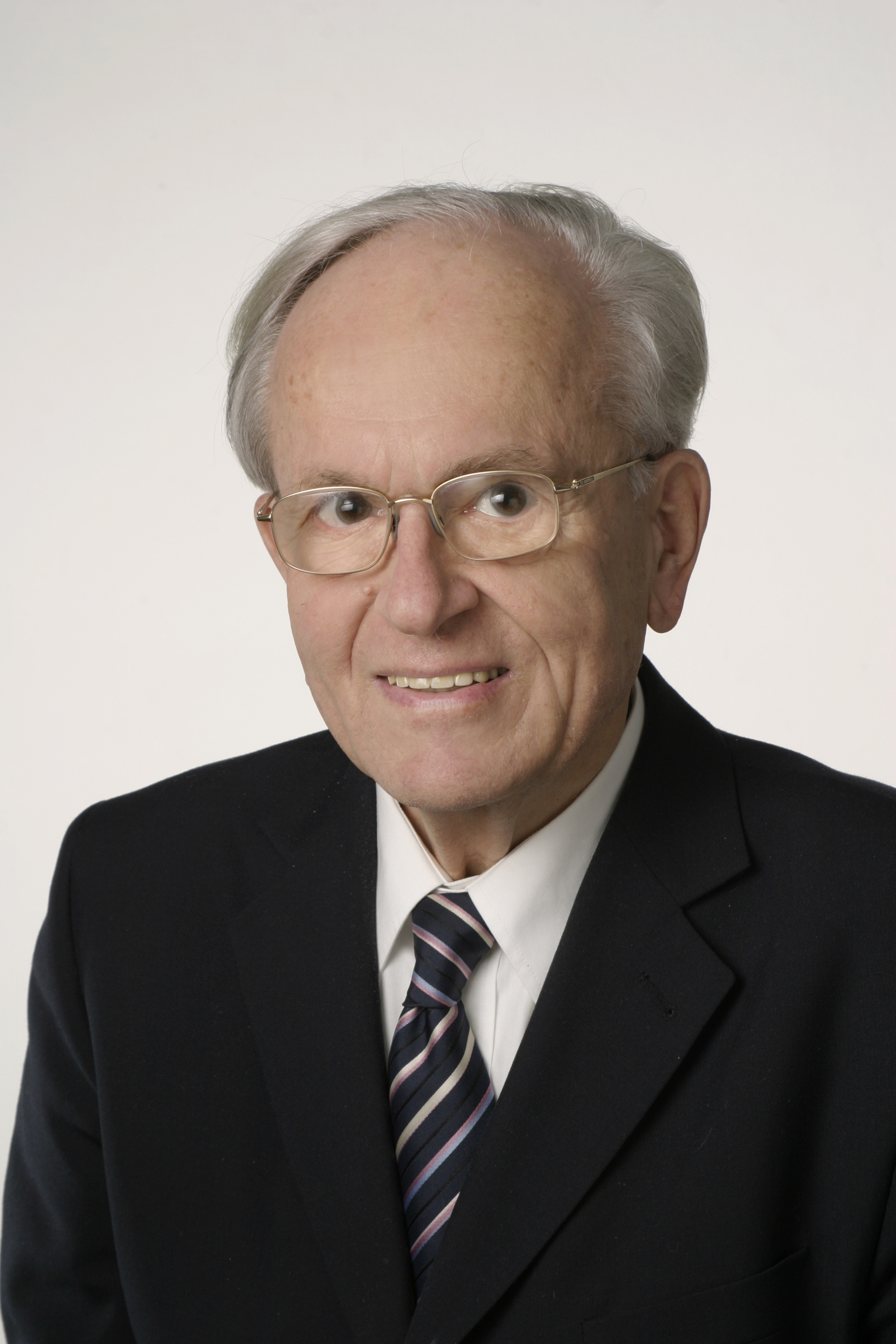
Paul Weß (2007)

Paul Weß (* 14. Februar 1936 in Wien; † 14. Juli 2025 in Wien) war ein österreichischer römisch-katholischer Theologe.

## Leben
Paul Weß studierte Philosophie und Theologie u. a. bei Karl Rahner an der Universität Innsbruck und machte 1961 das Doktorat in Philosophie. 1962 erhielt er die Priesterweihe in Wien. Von 1966 bis 1996 war er Pfarrseelsorger in der Pfarrgemeinde Machstraße in Wien. 1968 machte er das Doktorat der Theologie in Innsbruck. 1989 habilitierte er für Pastoraltheologie in Innsbruck. Von 1996 bis 2000 war er Dozent und Gastprofessor für Pastoraltheologie in Graz, Innsbruck und Würzburg. Ab 2000 war Weß als externer Universitätsdozent für Pastoraltheologie dem Institut für Praktische Theologie an der Theologischen Fakultät der Universität Innsbruck zugeordnet. Zuletzt lebte er bis zu seinem Tod wieder in der Pfarre Hl. Klaus von Flüe (Machstraße).

## Publikationen (Auszug)
- Wie von Gott sprechen? Eine Auseinandersetzung mit Karl Rahner. Styria, Graz 1970.
- Bleibt der Glaube derselbe? Styria, Graz 1971, ISBN 3-222-10667-3.
- Befreit von Angst und Einsamkeit. Der Glaube in der Gemeinde. Styria, Graz 1973, ISBN 3-222-10771-8.
- Gemeindekirche – Zukunft der Volkskirche. Der Lernweg einer Pfarrgemeinde. Herder, Wien 1976, ISBN 3-210-24524-X.
- Erstkommunion und Beichte. Hinführung in der Pfarrgemeinde. Styria, Graz 1978, ISBN 3-222-11138-3.
- Eine Frage bricht auf. Wie man zum Glauben finden kann. Styria, Graz 1982, ISBN 3-222-11348-3.
- Ihr alle seid Geschwister. Gemeinde und Priester. Matthias-Grünewald-Verlag, Mainz 1983, ISBN 3-7867-1028-7.
- Firmung. Einführung in d. Pfarrgemeinde. Herold-Verlag, Wien 1984, ISBN 3-7008-0269-2.
- Gemeindekirche – Ort des Glaubens. Die Praxis als Fundament und als Konsequenz der Theologie. Styria, Graz 1989, ISBN 3-222-11903-1.
- Und behaltet das Gute. Beiträge zur Praxis und Theorie des Glaubens. Geleitwort von Franz König, Thaur 1996, ISBN 3-85400-026-X.
- Gespräche mit Liebenden. Bilder von Hilde Chistè, Thaur 1997, ISBN 3-85400-036-7.
- Dem Kind zuliebe. Gespräche über die Taufe mit Eltern und Paten. Bilder von Hilde Chistè, Thaur 1997, ISBN 3-85400-063-4.
- Warum? Gespräche mit Trauernden. Bilder von Hilde Chistè, Thaur 1998, ISBN 3-85400-066-9.
- Einmütig. Gemeinsam entscheiden in Gemeinde und Kirche. Thaur 1998, ISBN 3-85400-077-4.
- Welche soziale Identität braucht Europa? Mit einem Geleitwort von Kardinal Franz König und einem Nachwort von Erhard Busek. Essay, Czernin, Wien 2002, ISBN 978-3-7076-0148-0.
- Papstamt jenseits von Hierarchie und Demokratie. Ökumenische Suche nach einem bibelgemäßen Petrusdienst. Mit Beiträgen von Ulrich H. J. Körtner und Grigorios Larentzakis (Studien zur systematischen Theologie und Ethik 35), Lit, Münster 2003, ISBN 3-8258-6590-8.
- Glaube zwischen Relativismus und Absolutheitsanspruch. Beiträge zur Traditionskritik im Christentum. Mit einer Antwort von Hans-Joachim Schulz Theologie: Forschung und Wissenschaft 9, Wien 2004 2008, ISBN 3-8258-8026-5.
- GOTT, Christus und die Armen. Eine Rückbesinnung auf den biblischen Glauben als Beitrag zur Lösung des Konflikts in der Befreiungstheologie. Edition ITP-Kompass, Münster 2010, ISBN 978-3-9809421-8-8, 2. korrigierte und um ein Geleitwort von João Batista Libânio ergänzte Auflage, Münster 2011.[3][4] Brasilianische Ausgabe: DEUS, Cristo e os Pobres. Libertação e salvação na fé à luz da Bíblia. São Bernardo do Campo – SP/BR (NhandutiEditora) 2011. Spanische Ausgabe: DIOS, Cristo y los pobres. Comunidades eclesiales como mediadoras para la liberación. Herder Editorial, S. L., Barcelona 2017.
- Glaube aus Erfahrung und Deutung. Christliche Praxis statt Fundamentalismus. Müller, Salzburg 2010, ISBN 978-3-7013-1177-4.
- Wahrer Mensch vom wahren Gott. Für eine Revision der dogmatischen Christologie. In: Salzburger Theologische Zeitschrift 14 (2010) S. 268–296.
- Wie in säkularer Sprache von Gott reden? Ein Beitrag zu der von Jürgen Habermas verlangten Übersetzung. In: Stimmen der Zeit 231 (2013) S. 3–13.
- Ohne Fundamentalismus und ohne Platonismus. Christliche Praxis als säkulare Sprache von Gott. In: God in Question. Religious Language and Secular Languages. Edition Martin M. Lintner, Brixen 2014, 101–112.
- Personen als relationale Wesen – ein Paradigmenwechsel. Philosophische und theologische Überlegungen zur Geschwisterlichkeit. In: Marie-Jo Thiel, Marc Feix (éds.): Le défi de la fraternité / The Challenge of fraternity / Die Herausforderung der Geschwisterlichkeit. Wien – Zürich (lit-verlag) 2018, 387–400.
- Mutter Teresa: Heilige der Dunkelheit. Seelisches Leid als Folge fragwürdiger theologischer Lehrmeinungen? In: ET-Studies. Zeitschrift der Europäischen Gesellschaft für Katholische Theologie 9 (2018) 91–115.
- Warum Gott zur Frage wurde – und wo eine Antwort zu suchen wäre. In: Johannes Röser (Hg.): Gott? Die religiöse Frage heute. Freiburg – Basel – Wien 2018, Seiten 329–333.